# Distrito Pajonal
Distrito Pajonal é uma junta de governo da província de Entre Ríos, na Argentina.